# Dodowa

Dodowa är en ort i södra Ghana, belägen norr om Accra. Den är huvudort i distriktet Shai-Osudoku, som tillhör regionen Storaccra, och folkmängden uppgick till 12 070 invånare vid folkräkningen 2010. Dodowa har brandstation, polisstation, postkontor och sjukhus.